# Saint-Marcel, Saône-et-Loire
Saint-Marcel este o comună în departamentul Saône-et-Loire, Franța. În 2009 avea o populație de 5.807 de locuitori.

## Evoluția populației
| An        | 1975  | 1982  | 1990  | 1999  | 2006  | 2009  |
| --------- | ----- | ----- | ----- | ----- | ----- | ----- |
| Populație | 4.253 | 3.973 | 4.118 | 4.705 | 5.603 | 5.807 |